# محمد دغريري
محمد داحش دغريري هو لاعب كرة قدم سعودي.

## مسيرة اللاعب
بدأ في الفئات السنية مع نادي النصر و بعد صعوده للفريق الأول في صيف 2021 أعير إلى نادي الأخدود و لعب بعدها مع نادي نجران ونادي الترجي ونادي هجر.